# 有吉久雄
有吉 久雄（ありよし ひさお、1920年（大正9年）5月7日 - 1992年（平成4年）6月3日）は、日本の内務・警察官僚。長崎県出身。

## 概要
東京帝国大学法学部卒業後、高等試験に合格し、1943年に台湾総督府に入省し食糧局に勤務。同年に海軍に入隊。海軍時代は海軍主計中尉や海軍主計大尉であった。1945年に予備役となり復員し、同年に高知県庁で、1946年に石川県警察部で、1947年に大阪府警察部で勤務。1948年に大阪市警察局経済保安部経済第二課長、1949年に国家地方福岡警察管区本部警備部警備課長、1952年に国家地方警察本部警備部警備第二課長補佐、1954年に警察庁警備部警備第一課課長補佐、1955年に総理府総理大臣官房調査室調査官、1957年に公安調査庁関東公安調査局調査第二課長、1959年に大分県警本部長、1961年に警察庁九州管区警察局総務部長、1962年に防衛庁防衛局第二課長、1964年に防衛庁防衛局第一課長、1965年に防衛庁長官官房防衛審議官、1967年に防衛庁防衛研修所長、1969年に福岡県警本部長を歴任。福岡県警本部長時代の1970年によど号ハイジャック事件が発生し、事件対応にあたった。その後、1971年に警察庁中国管区警察局長、1972年に公安調査庁調査第一部長を歴任した。
退官後は、ヤクルト本社専務取締役に就任した。